# Serragli
I Serragli furono una storica famiglia di Firenze.

## Storia familiare

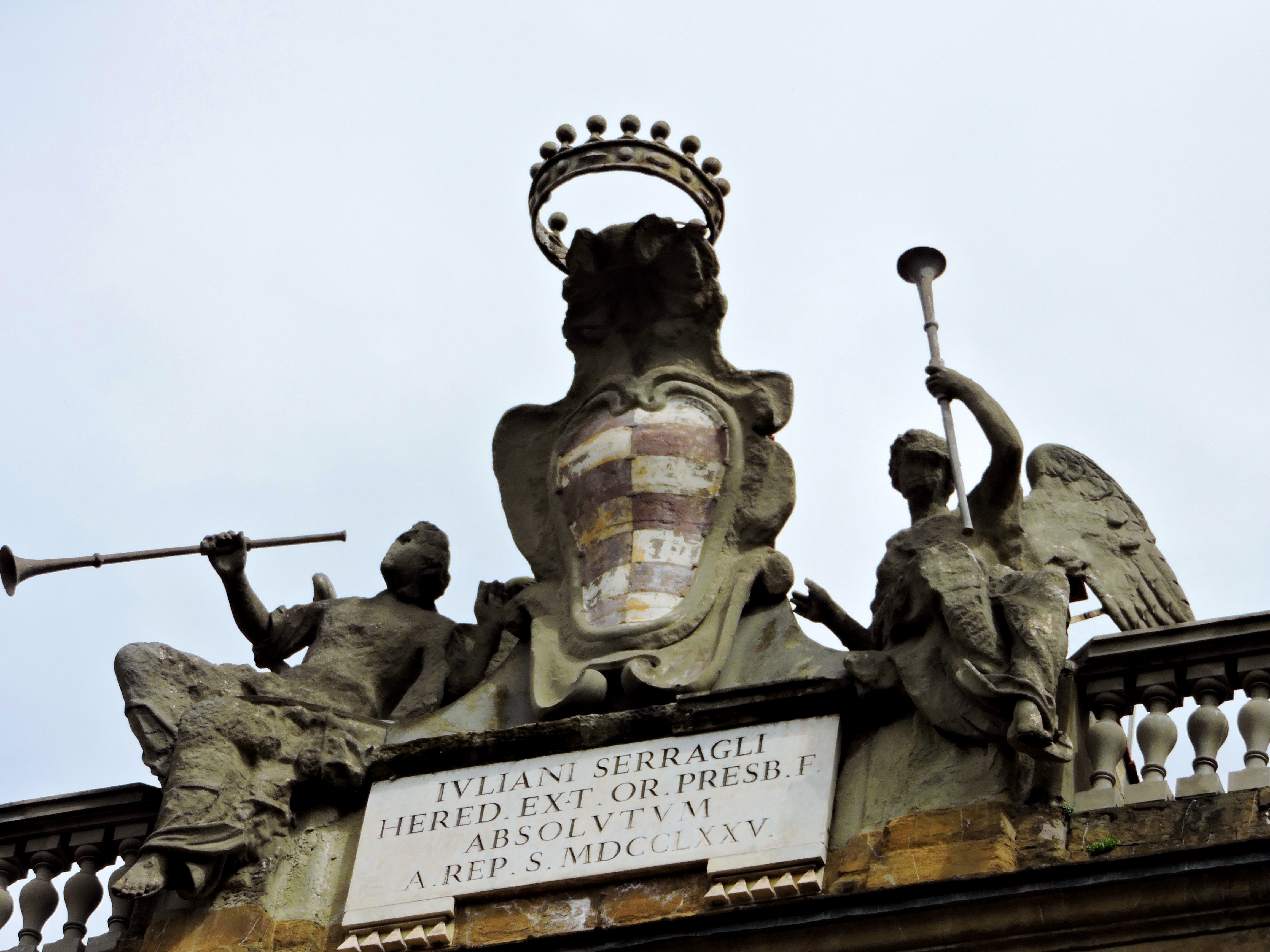
Stemma Serragli sul complesso di San Firenze

Un primo esponente della famiglia fu ser Belcaro di Bonaiuto, notaio inurbatosi a Firenze all'inizio del XIV secolo, che aprì ai suoi discendenti la possibilità di accedere alle cariche pubbliche della Repubblica. Ebbero infatti 21 priori e 6 gonfalonieri di Giustizia. Tra i principali esponenti ci fu un altro ser Belcaro ambasciatore in Francia nel 1384, il condottiero Agnolo di Simone che combatté coi fuorusciti nella guerra di Siena e per questo venne bandito da Cosimo I de' Medici, oppure Francesco di Michele che fece riammettere la sua famiglia in città e fu nominato nel 1608 senatore da Ferdinando I. 
I Serragli sono soprattutto noti per il loro sostegno alla religione. Filippo Serragli, olivetano, fu vescovo di Alife nel 1548-1555. Giuliano Serragli invece, morendo senza discendenti nel 1648, legò tutto il suo ingente patrimonio ai padri oratoriani di san Filippo Neri per costruire un loro convento a Firenze, l'imponente complesso di San Firenze: in segno di ringraziamento fu apposto sul convento un grande stemma della famiglia, e ad essi fu inoltre intitolata la strada dove ebbero i primi insediamenti via dei Serragli, che oggi, estesa nella sua denominazione da quasi il ponte alla Carraia a Porta Romana, rappresenta una delle maggiori direttrici dell'Oltrarno.